# Adenodolichos salviifoliolatus
Adenodolichos salviifoliolatus är en ärtväxtart som beskrevs av Rudolf Wilczek. Adenodolichos salviifoliolatus ingår i släktet Adenodolichos och familjen ärtväxter. Inga underarter finns listade i Catalogue of Life.